# Leon Kossoff
Leon Kossoff (* 7. Dezember 1926 in London; † 4. Juli 2019) war ein britischer Maler des Expressionismus.

## Leben
Leon Kossoff war der Sohn einer russisch-jüdischen Emigrantenfamilie. Im Jahr 1938 besuchte er die Hackney Downs school in London und im Zweiten Weltkrieg leistete Kossoff seinen Militärdienst in Frankreich, Belgien, den Niederlanden und in Deutschland ab. Zwischen 1949 und 1953 studierte er an der Central Saint Martins College of Art and Design sowie an der London South Bank University unter David Bomberg. Danach absolvierte er ein dreijähriges Studium an der Royal College of Art. Neben seiner künstlerischen Tätigkeit nahm Kossoff außerdem Lehraufträge wahr, von 1959 bis 1964 am Regent-Street-Polytechnic und an der Chelsea School of Art und von 1966 bis 1969 an der St. Martin’s School of Art. 1972 widmete ihm die Whitechapel Art Gallery in London eine umfangreiche Einzelausstellung. Seine frühen Zeichnungen stellte Kossoff 1981 in den Riverside Studios in London aus, seine in den siebziger Jahren entstandenen Gemälde im Museum of Modern Art in Oxford. Der Maler Kossoff, der auch in den verschiedensten graphischen Techniken versiert war, bediente sich überwiegend figürlicher, oft in mythologische Zusammenhänge gestellter Gegenstände, die er in ausdrucksstarker zeichnerischer oder malerischer Manier wiedergab.
Zusammen mit seinen etwa gleichaltrigen Künstlerkollegen Francis Bacon, Lucian Freud und Frank Auerbach wird er meist zur School of London gezählt – zu den Künstlern, die sich nach dem Krieg nicht der abstrakten Malerei widmeten, sondern zur Figuration zurückkehrten und so ein lange gültiges typisches Merkmal der englischen Malerei begründeten.
2014 wurde er zum auswärtigen Ehrenmitglied der American Academy of Arts and Letters gewählt. Leon Kossoff starb im Juli 2019 im Alter von 92 Jahren nach kurzer Krankheit.